# Túneles del Bruc

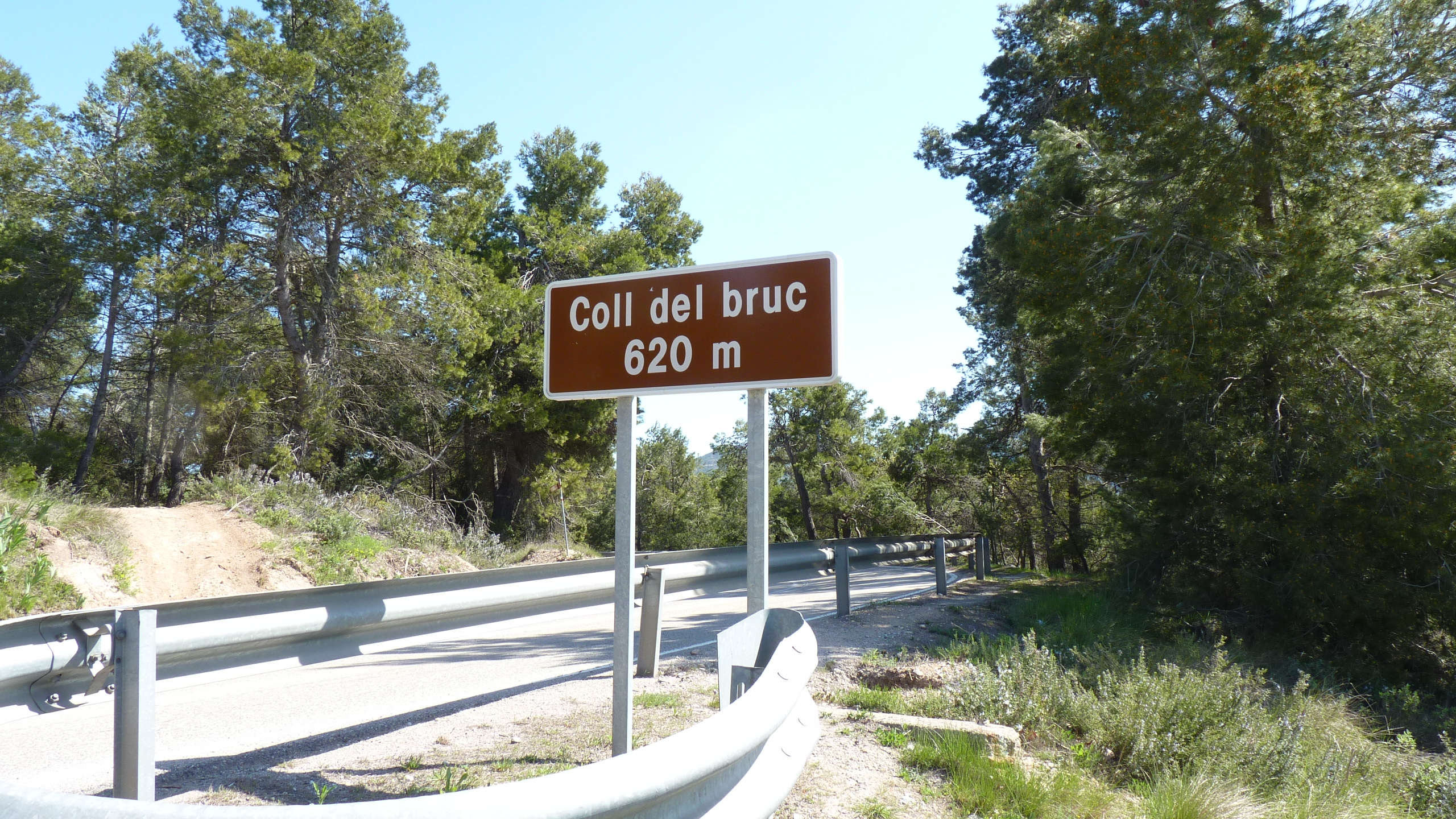
Antigua carretera por el Puerto del Bruc

Los túneles del Bruc son dos túneles viarios incluidos en el trazado de la autovía A-2 a su paso por el Puerto del Bruc en el municipio de Bruch, en Cataluña, España.

## Túneles
- Túnel 1 (sur), tiene 3 carriles y da actualmente servicio al sentido Barcelona de la autovía. Fue inaugurado en 1975 y hasta la puesta en servicio del segundo túnel, los 3 carriles daban servicio a los dos sentidos de la marcha, con un carril central reversible. Tiene una longitud de 1.111 metros entre las cotas 510,8 (boca oeste) y 537,1 (boca este). Su inauguración supuso una gran mejora, dado que ahorraba las cuestas del Bruc, con curvas muy pronunciadas en su tramo de bajada hacia Castellolí.[1]
- Túnel 2 (norte) con 2 carriles, da servicio al sentido Lérida de la autovía. Fue abierto en 1990 y tiene una longitud de 830 metros entre las cotas 558,1 (boca este) y 521,5 (boca oeste)[2]